# Uporabna etika

Uporabna (apliaktivna) etika je poleg metaetike in normativne etike oddeljeno področje moralne teorije (filozofije morale). 
Korenine uporabne etike segajo vse do začetkov o etičnem in odgovornem ravnanju ljudi. Njen razvoj v današnjem času pa sovpada s prizadevanji sodobne znanosti in filozofije, pa tudi duhovnosti, ko so teoretiki in praktiki z različnih področjih v šestdesetih letih 20. stoletja spoznali, da kompleksnih družbenih problemov, izzivov in etičnih dilem ni več mogoče reševati s klasičnim premočrtnim razmišljanjem. Ugotovili so, da je zato potreben nov in bolj učinkovit pristop, zlasti tam, kjer po naravi stvari prihaja do prekrivanja področnih različic etike, znanosti in prakse, na primer pri biomedicinskih raziskavah (kloniranju ipd.), evtanaziji, samomoru, smrtni kazni, rasizmu, ksenofobiji, revščini, lakoti, okoljskih in prostorskih problemih, neenakosti in izključevanju ali diskriminaciji, migracijski in begunski problematiki, nasilnem ekstremizmu in terorizmu, novemu militarizmu, oboroževanju. 
Poseben izziv uporabne etike in njenega integrativnega pristopa v novejšem času je kibernetski svet z novimi tehnologijami. Ta z obsežnim financiranjem raziskav ter napredkom digitalizacije in robotizacije posega tako rekoč na vsa področja osebnega in družbenega življenja, od znanstvenega in izobraževalnega, tehnološkega, gospodarskega, finančnega, političnega in pravnega do varnostnega in vojaškega področja. Tako nekateri avtorji ugotavljajo, da je kibernetska etika (angl. cyberethics) področna različica uporabne etike, ki preučuje moralna, pravna in družbena vprašanja na presečišču računalniških, informacijskih in komunikacijskih tehnologij. 
Na splošno gre torej pri uporabni etiki in njenem integrativnem pristopu za isto potrebo po prevrednotenju našega odnosa do sveta ali zamenjavi svetovne paradigme, saj je – tako kot ugotavlja Agenda 2030 - od tega odvisno preživetje ljudi in planeta Zemlja.